# Mastrus tenuibasalis
Mastrus tenuibasalis là một loài tò vò trong họ Ichneumonidae.